# Эбернхан
Эбернхан (нем. Ebernhahn) — община в Германии, в земле Рейнланд-Пфальц. 
Входит в состав района Вестервальд. Подчиняется управлению Виргес.  Население составляет 1206 человек (на 31 декабря 2010 года). Занимает площадь 3,33 км².